# BBC約克郡和林肯郡

播出地區

BBC約克郡和林肯郡（BBC Yorkshire and Lincolnshire）是英國廣播公司（BBC）在英格蘭的一個播出地區，也是BBC在英格蘭的第12格播出地區，總部位於赫爾河畔京斯頓，系自BBC北部分裂產生，播出範圍包括東約克郡、林肯郡和諾福克郡西北部。BBC約克郡和林肯郡製作地方新聞節目Look North、新聞雜誌節目Inside Out、政治節目Sunday Politics和足球雜誌節目Late Kick Off，並且也獨自製作播出廣播節目。

## 外部連結
- 在BBC Online了解BBC Local News
- 在BBC Online了解BBC Look North from Hull
- 在BBC Online了解BBC Look North from Yorkshire & Lincolnshire